# Procama fluctuosa
Procama fluctuosa är en insektsart som först beskrevs av Fowler 1898.  Procama fluctuosa ingår i släktet Procama och familjen dvärgstritar. Inga underarter finns listade i Catalogue of Life.